# Faza grupelor Ligii Campionilor 2014-2015
Faza grupelor Ligii Campionilor 2014-2015 s-a jucat între 16 septembrie și 10 decembrie 2014. Un total de 32 de echipe au jucat în această fază.

## Tragerea la sorți
Tragerea la sorți a avut loc la Monaco, pe 28 august 2014. Cele 32 de echipe au fost împărțite în patru urne, urne realizate pe baza coeficienților fiecărei echipe, cu deținătoarea titlului (Real Madrid) fiind automat pusă în urna 1. Echipele au fost împărțite în opt grupe, fiecare dintre acestea având câte patru echipe. Echipele din aceeași asociație nu puteau face parte din aceeași grupă.
În fiecare grupă, echipele au jucat câte 6 meciuri, atât acasă, cât și în deplasare. Zilele meciurilor au fost pe 16–17 septembrie, 30 septembrie–1 octombrie, 21–22 octombrie, 4–5 noiembrie, 25–26 noiembrie și 9–10 decembrie 2014. Locurile 1 și 2 au mers în faza eliminatorie a Ligii Campionilor, iar locul 3 a mers în faza eliminatorie UEFA Europa League.
Un total de 18 asociații au fost reprezentate în faza grupelor. Ludogoreț Razgrad și Malmö FF și-au făcut debutul în faza grupelor.

## Echipe
Mai jos sunt cele 32 de echipe care s-au calificat în faza grupelor (cu coeficienții lor UEFA de club respectivi pentru 2014), grupate după urna de distribuție. 22 de echipe au intrat în competiție în faza grupelor, iar alte 10 echipe au fost câștigătoarele din runda play-off (5 din Calea Campioanelor și 5 din Calea Ligii).
| Echipă          | Coef    |
| --------------- | ------- |
| Real Madrid[TH] | 161.542 |
| Barcelona       | 157.542 |
| Bayern München  | 154.328 |
| Chelsea         | 140.949 |
| Benfica         | 129.459 |
| Atlético Madrid | 119.542 |
| Arsenal[LR]     | 112.949 |
| Porto[LR]       | 105.459 |

| Echipă                     | Coef   |
| -------------------------- | ------ |
| Schalke 04                 | 95.328 |
| Borussia Dortmund          | 82.328 |
| Juventus                   | 80.387 |
| Paris Saint-Germain        | 80.300 |
| Șahtior Donețk             | 78.193 |
| Basel                      | 75.645 |
| Zenit Sankt Petersburg[LR] | 73.899 |
| Manchester City            | 72.949 |

| Echipă               | Coef   |
| -------------------- | ------ |
| Bayer Leverkusen[LR] | 70.328 |
| Olympiacos           | 67.720 |
| ȚSKA Moscova         | 66.899 |
| Ajax                 | 61.862 |
| Liverpool            | 58.949 |
| Sporting CP          | 58.459 |
| Galatasaray          | 55.340 |
| Athletic Bilbao[LR]  | 54.542 |

| Echipă                | Coef   |
| --------------------- | ------ |
| Anderlecht            | 50.260 |
| Roma                  | 39.887 |
| APOEL[CR]             | 37.650 |
| BATE Borisov[CR]      | 33.725 |
| Ludogoreț Razgrad[CR] | 18.125 |
| Maribor[CR]           | 16.200 |
| Monaco                | 11.300 |
| Malmö FF[CR]          | 6.265  |

Note
1. TH Deținătorii titlului.
2. CR Câștigători ai play-off-ului (Calea campioanelor).
3. LR Câștigători ai play-off-ului (Calea ligii).

## Format
În fiecare grupă, echipele au jucat șase meciuri, trei acasă și trei în deplasare. Locurile 1 și 2 au mergs în faza eliminatorie a Ligii Campionilor, în timp ce locul 3 a mers în faza eliminatorie UEFA Europa League.

### Departajări
Echipele au fost departajate prin puncte (3 puncte pentru victorie, 1 punct pentru egal și 0 puncte pentru înfrângere). Dacă două sau mai multe echipe ar fi avut același număr de puncte la sfârșitul grupei, s-ar fi aplicat următoarele departajări:
1. numărul mai mare de puncte între echipele aflate la departajare;
2. golaverajul superior între echipele aflate la departajare;
3. numărul mai mare de goluri înscrise între echipele aflate la departajare;
4. numărul mai mare de goluri înscrise în deplasare între echipele aflate la departajare;
5. Dacă după aplicarea primelor patru criterii nu se va ajunge la o concluzie, se vor aplica următoarele trei criterii;
6. golaverajul superior din toate meciurile grupei;
7. numărul mai mare de goluri înscrise din toate meciurile grupei;
8. numărul mai mare de coeficienți UEFA.

## Grupe
Meciurile s-au disputat pe 16–17 septembrie (Etapa 1), 30 septembrie–1 octombrie (Etapa 2), 21–22 octombrie (Etapa 3), 4–5 noiembrie (Etapa 4), 25–26 noiembrie (Etapa 5) și 9–10 decembrie 2014 (Etapa 6). Orele de dispută ale meciurilor au fost la 20:45 (CEST/CET), excepție făcând meciurile care s-au jucat în Rusia și un meci care s-a jucat în Belarus, acestea începând la 18:00 (CEST/CET). Meciurile care s-au jucat până lre 25 octombrie 2014 sunt pe fusul orar CEST (UTC+2), iar celelalte sunt pe fusul orar CET (UTC+1).
| Legendă pentru culorile grupelor                           |
| ---------------------------------------------------------- |
| Echipe care acced în faza eliminatorie                     |
| Echipă care accede în faza eliminatorie UEFA Europa League |
| Echipă eliminată din competițiile europene                 |

Vezi departajările dacă două sau mai multe echipe au același număr de puncte.

### Grupa A
| \| Echipav • d • m \| MJ \| V \| E \| Î \| GM \| GP \| G \| Pct \| \| --------------- \| -- \| - \| - \| - \| -- \| -- \| --- \| --- \| \| Atlético Madrid \| 6 \| 4 \| 1 \| 1 \| 14 \| 3 \| +11 \| 13 \| \| Juventus \| 6 \| 3 \| 1 \| 2 \| 7 \| 4 \| +3 \| 10 \| \| Olympiacos \| 6 \| 3 \| 0 \| 3 \| 10 \| 13 \| −3 \| 9 \| \| Malmö \| 6 \| 1 \| 0 \| 5 \| 4 \| 15 \| −11 \| 3 \| |    |   |   |   |    |    |     |     |
| Echipa | MJ | V | E | Î | GM | GP | G   | Pct |
| Atlético Madrid | 6  | 4 | 1 | 1 | 14 | 3  | +11 | 13  |
| Juventus | 6  | 3 | 1 | 2 | 7  | 4  | +3  | 10  |
| Olympiacos | 6  | 3 | 0 | 3 | 10 | 13 | −3  | 9   |
| Malmö | 6  | 1 | 0 | 5 | 4  | 15 | −11 | 3   |

| Olympiacos                            | 3–2    | Atlético Madrid             |
| ------------------------------------- | ------ | --------------------------- |
| Masuaku 13' Afellay 31' Mitroglou 73' | Report | Mandžukić 38' Griezmann 86' |

| Juventus       | 2–0    | Malmö FF |
| -------------- | ------ | -------- |
| Tévez 59', 90' | Report |          |

| Malmö FF           | 2–0    | Olympiacos |
| ------------------ | ------ | ---------- |
| Rosenberg 42', 82' | Report |            |

| Atlético Madrid | 1–0    | Juventus |
| --------------- | ------ | -------- |
| Turan 75'       | Report |          |

| Atlético Madrid                                            | 5–0    | Malmö FF |
| ---------------------------------------------------------- | ------ | -------- |
| Koke 48' Mandžukić 61' Griezmann 63' Godín 87' Cerci 90+3' | Report |          |

| Olympiacos | 1–0    | Juventus |
| ---------- | ------ | -------- |
| Kasami 36' | Report |          |

| Malmö FF | 0–2    | Atlético Madrid     |
| -------- | ------ | ------------------- |
|          | Report | Koke 30' García 78' |

| Juventus                               | 3–2    | Olympiacos            |
| -------------------------------------- | ------ | --------------------- |
| Pirlo 21' Roberto 65' (aut.) Pogba 66' | Report | Botía 24' N'Dinga 61' |

| Atlético Madrid                   | 4–0    | Olympiacos |
| --------------------------------- | ------ | ---------- |
| García 9' Mandžukić 38', 62', 65' | Report |            |

| Malmö FF | 0–2    | Juventus               |
| -------- | ------ | ---------------------- |
|          | Report | Llorente 49' Tevez 88' |

| Olympiacos                                         | 4–2    | Malmö FF                |
| -------------------------------------------------- | ------ | ----------------------- |
| Fuster 22' Domínguez 63' Mitroglou 87' Afellay 90' | Report | Kroon 59' Rosenberg 81' |

| Juventus | 0–0    | Atlético Madrid |
| -------- | ------ | --------------- |
|          | Report |                 |

### Grupa B
| \| Echipav • d • m \| MJ \| V \| E \| Î \| GM \| GP \| G \| Pct \| \| ----------------- \| -- \| - \| - \| - \| -- \| -- \| --- \| --- \| \| Real Madrid \| 6 \| 6 \| 0 \| 0 \| 16 \| 2 \| +14 \| 18 \| \| Basel \| 6 \| 2 \| 1 \| 3 \| 7 \| 8 \| −1 \| 7 \| \| Liverpool \| 6 \| 1 \| 2 \| 3 \| 5 \| 9 \| −4 \| 5 \| \| Ludogoreț Razgrad \| 6 \| 1 \| 1 \| 4 \| 5 \| 14 \| −9 \| 4 \| |    |   |   |   |    |    |     |     |
| Echipa | MJ | V | E | Î | GM | GP | G   | Pct |
| Real Madrid | 6  | 6 | 0 | 0 | 16 | 2  | +14 | 18  |
| Basel | 6  | 2 | 1 | 3 | 7  | 8  | −1  | 7   |
| Liverpool | 6  | 1 | 2 | 3 | 5  | 9  | −4  | 5   |
| Ludogoreț Razgrad | 6  | 1 | 1 | 4 | 5  | 14 | −9  | 4   |

| Liverpool                          | 2–1    | Ludogoreț Razgrad |
| ---------------------------------- | ------ | ----------------- |
| Balotelli 82' Gerrard 90+3' (pen.) | Report | Abalo 90+1'       |

| Real Madrid                                                     | 5–1    | Basel        |
| --------------------------------------------------------------- | ------ | ------------ |
| Suchý 14' (aut.) Bale 30' Ronaldo 31' Rodríguez 37' Benzema 79' | Report | González 38' |

| Basel        | 1–0    | Liverpool |
| ------------ | ------ | --------- |
| Streller 52' | Report |           |

| Ludogoreț Razgrad | 1–2    | Real Madrid                    |
| ----------------- | ------ | ------------------------------ |
| Marcelinho 6'     | Report | Ronaldo 24' (pen.) Benzema 77' |

| Ludogoreț Razgrad | 1–0    | Basel |
| ----------------- | ------ | ----- |
| Minev 90+2'       | Report |       |

| Liverpool | 0–3    | Real Madrid                  |
| --------- | ------ | ---------------------------- |
|           | Report | Ronaldo 23' Benzema 30', 41' |

| Basel                                       | 4–0    | Ludogoreț Razgrad |
| ------------------------------------------- | ------ | ----------------- |
| Embolo 34' González 41' Gashi 59' Suchý 65' | Report |                   |

| Real Madrid | 1–0    | Liverpool |
| ----------- | ------ | --------- |
| Benzema 27' | Report |           |

| Ludogoreț Razgrad    | 2–2    | Liverpool                |
| -------------------- | ------ | ------------------------ |
| Abalo 3' Terziev 88' | Report | Lambert 8' Henderson 37' |

| Basel | 0–1    | Real Madrid |
| ----- | ------ | ----------- |
|       | Report | Ronaldo 35' |

| Liverpool   | 1–1    | Basel    |
| ----------- | ------ | -------- |
| Gerrard 81' | Report | Frei 25' |

| Real Madrid                                               | 4–0    | Ludogoreț Razgrad |
| --------------------------------------------------------- | ------ | ----------------- |
| Ronaldo 20' (pen.) Bale 38' Arbeloa 79' Álvaro Medrán 88' | Report |                   |

Note
1. ^ a b c Ludogoreț Razgrad va juca meciurile de acasă pe Stadionul Național Vasil Levski din Sofia, în loc de Ludogoreț Arena din Razgrad.

### Grupa C
| \| Echipav • d • m \| MJ \| V \| E \| Î \| GM \| GP \| G \| Pct \| \| --------------- \| -- \| - \| - \| - \| -- \| -- \| -- \| --- \| \| Monaco \| 6 \| 3 \| 2 \| 1 \| 4 \| 1 \| +3 \| 11 \| \| Leverkusen \| 6 \| 3 \| 1 \| 2 \| 7 \| 4 \| +3 \| 10 \| \| Zenit \| 6 \| 2 \| 1 \| 3 \| 4 \| 6 \| −2 \| 7 \| \| Benfica \| 6 \| 1 \| 2 \| 3 \| 2 \| 6 \| −4 \| 5 \| |    |   |   |   |    |    |    |     |
| Echipa | MJ | V | E | Î | GM | GP | G  | Pct |
| Monaco | 6  | 3 | 2 | 1 | 4  | 1  | +3 | 11  |
| Leverkusen | 6  | 3 | 1 | 2 | 7  | 4  | +3 | 10  |
| Zenit | 6  | 2 | 1 | 3 | 4  | 6  | −2 | 7   |
| Benfica | 6  | 1 | 2 | 3 | 2  | 6  | −4 | 5   |

| Monaco       | 1–0    | Bayer Leverkusen |
| ------------ | ------ | ---------------- |
| Moutinho 61' | Report |                  |

| Benfica | 0–2    | Zenit Sankt Petersburg |
| ------- | ------ | ---------------------- |
|         | Report | Hulk 5' Witsel 22'     |

| Zenit Sankt Petersburg | 0–0    | Monaco |
| ---------------------- | ------ | ------ |
|                        | Report |        |

| Bayer Leverkusen                                     | 3–1    | Benfica    |
| ---------------------------------------------------- | ------ | ---------- |
| Kießling 25' Son Heung-min 34' Çalhanoğlu 64' (pen.) | Report | Salvio 62' |

| Bayer Leverkusen            | 2–0    | Zenit Sankt Petersburg |
| --------------------------- | ------ | ---------------------- |
| Donati 58' Papadopoulos 63' | Report |                        |

| Monaco | 0–0    | Benfica |
| ------ | ------ | ------- |
|        | Report |         |

| Zenit Sankt Petersburg | 1–2    | Bayer Leverkusen       |
| ---------------------- | ------ | ---------------------- |
| Rondón 89'             | Report | Son Heung-min 68', 73' |

| Benfica     | 1–0    | Monaco |
| ----------- | ------ | ------ |
| Talisca 82' | Report |        |

| Zenit Sankt Petersburg | 1–0    | Benfica |
| ---------------------- | ------ | ------- |
| Danny 79'              | Report |         |

| Bayer Leverkusen | 0–1    | Monaco      |
| ---------------- | ------ | ----------- |
|                  | Report | Ocampos 72' |

| Monaco                    | 2–0    | Zenit Sankt Petersburg |
| ------------------------- | ------ | ---------------------- |
| Abdennour 63' Fabinho 89' | Report |                        |

| Benfica | 0–0    | Bayer Leverkusen |
| ------- | ------ | ---------------- |
|         | Report |                  |

### Grupa D
| \| Echipav • d • m \| MJ \| V \| E \| Î \| GM \| GP \| G \| Pct \| \| --------------- \| -- \| - \| - \| - \| -- \| -- \| --- \| --- \| \| Dortmund \| 6 \| 4 \| 1 \| 1 \| 14 \| 4 \| +10 \| 13 \| \| Arsenal \| 6 \| 4 \| 1 \| 1 \| 15 \| 8 \| +7 \| 13 \| \| Anderlecht \| 6 \| 1 \| 3 \| 2 \| 8 \| 10 \| −2 \| 6 \| \| Galatasaray \| 6 \| 0 \| 1 \| 5 \| 4 \| 19 \| −15 \| 1 \| |    |   |   |   |    |    |     |     |
| Echipa | MJ | V | E | Î | GM | GP | G   | Pct |
| Dortmund | 6  | 4 | 1 | 1 | 14 | 4  | +10 | 13  |
| Arsenal | 6  | 4 | 1 | 1 | 15 | 8  | +7  | 13  |
| Anderlecht | 6  | 1 | 3 | 2 | 8  | 10 | −2  | 6   |
| Galatasaray | 6  | 0 | 1 | 5 | 4  | 19 | −15 | 1   |

| Galatasaray  | 1–1    | Anderlecht |
| ------------ | ------ | ---------- |
| Yılmaz 90+1' | Report | Praet 52'  |

| Borussia Dortmund           | 2–0    | Arsenal |
| --------------------------- | ------ | ------- |
| Immobile 45' Aubameyang 48' | Report |         |

| Arsenal                           | 4–1    | Galatasaray       |
| --------------------------------- | ------ | ----------------- |
| Welbeck 22', 30', 52' Sánchez 41' | Report | Yılmaz 63' (pen.) |

| Anderlecht | 0–3    | Borussia Dortmund          |
| ---------- | ------ | -------------------------- |
|            | Report | Immobile 3' Ramos 69', 79' |

| Anderlecht | 1–2    | Arsenal                  |
| ---------- | ------ | ------------------------ |
| Najar 71'  | Report | Gibbs 89' Podolski 90+1' |

| Galatasaray | 0–4    | Borussia Dortmund                     |
| ----------- | ------ | ------------------------------------- |
|             | Report | Aubameyang 6', 18' Reus 41' Ramos 83' |

| Arsenal                                              | 3–3    | Anderlecht                                |
| ---------------------------------------------------- | ------ | ----------------------------------------- |
| Arteta 25' (pen.) Sánchez 29' Oxlade-Chamberlain 58' | Report | Vanden Borre 61', 73' (pen.) Mitrović 90' |

| Borussia Dortmund                                          | 4–1    | Galatasaray |
| ---------------------------------------------------------- | ------ | ----------- |
| Reus 39' Papastathopoulos 56' Immobile 74' Kaya 85' (aut.) | Report | Balta 70'   |

| Anderlecht      | 2–0    | Galatasaray |
| --------------- | ------ | ----------- |
| Mbemba 44', 86' | Report |             |

| Arsenal               | 2–0    | Borussia Dortmund |
| --------------------- | ------ | ----------------- |
| Sanogo 2' Sánchez 57' | Report |                   |

| Galatasaray  | 1–4    | Arsenal                            |
| ------------ | ------ | ---------------------------------- |
| Sneijder 88' | Report | Podolski 3', 90+2' Ramsey 11', 29' |

| Borussia Dortmund | 1–1    | Anderlecht   |
| ----------------- | ------ | ------------ |
| Immobile 58'      | Report | Mitrović 84' |

### Grupa E
| \| Echipav • d • m \| MJ \| V \| E \| Î \| GM \| GP \| G \| Pct \| \| --------------- \| -- \| - \| - \| - \| -- \| -- \| --- \| --- \| \| Bayern \| 6 \| 5 \| 0 \| 1 \| 16 \| 4 \| +12 \| 15 \| \| Manchester City \| 6 \| 2 \| 2 \| 2 \| 9 \| 8 \| +1 \| 8 \| \| Roma \| 6 \| 1 \| 2 \| 3 \| 8 \| 14 \| −6 \| 5 \| \| CSKA Moscova \| 6 \| 1 \| 2 \| 3 \| 6 \| 13 \| −7 \| 5 \| |    |   |   |   |    |    |     |     |
| Echipa | MJ | V | E | Î | GM | GP | G   | Pct |
| Bayern | 6  | 5 | 0 | 1 | 16 | 4  | +12 | 15  |
| Manchester City | 6  | 2 | 2 | 2 | 9  | 8  | +1  | 8   |
| Roma | 6  | 1 | 2 | 3 | 8  | 14 | −6  | 5   |
| CSKA Moscova | 6  | 1 | 2 | 3 | 6  | 13 | −7  | 5   |

| AS Roma                                                       | 5–1    | ȚSKA Moscova |
| ------------------------------------------------------------- | ------ | ------------ |
| Iturbe 6' Gervinho 10', 31' Maicon 20' Ignashevich 50' (aut.) | Report | Musa 82'     |

| Bayern München | 1–0    | Manchester City |
| -------------- | ------ | --------------- |
| Boateng 90'    | Report |                 |

| ȚSKA Moscova | 0–1    | Bayern München    |
| ------------ | ------ | ----------------- |
|              | Report | Müller 22' (pen.) |

| Manchester City  | 1–1    | Roma      |
| ---------------- | ------ | --------- |
| Agüero 4' (pen.) | Report | Totti 23' |

| ȚSKA Moscova                  | 2–2    | Manchester City       |
| ----------------------------- | ------ | --------------------- |
| Doumbia 65' Natkho 86' (pen.) | Report | Agüero 29' Milner 38' |

| Roma         | 1–7    | Bayern München                                                                    |
| ------------ | ------ | --------------------------------------------------------------------------------- |
| Gervinho 66' | Report | Robben 9', 30' Götze 23' Lewandowski 25' Müller 36' (pen.) Ribéry 78' Shaqiri 80' |

| Manchester City | 1–2    | ȚSKA Moscova    |
| --------------- | ------ | --------------- |
| Y. Touré 8'     | Report | Doumbia 2', 34' |

| Bayern München       | 2–0    | Roma |
| -------------------- | ------ | ---- |
| Ribéry 38' Götze 64' | Report |      |

| ȚSKA Moscova        | 1–1    | Roma      |
| ------------------- | ------ | --------- |
| V. Berezutski 90+3' | Report | Totti 43' |

| Manchester City               | 3–2    | Bayern München             |
| ----------------------------- | ------ | -------------------------- |
| Agüero 22' (pen.), 85', 90+1' | Report | Alonso 40' Lewandowski 45' |

| Roma | 0–2    | Manchester City        |
| ---- | ------ | ---------------------- |
|      | Report | Nasri 60' Zabaleta 86' |

| Bayern München                       | 3–0    | ȚSKA Moscova |
| ------------------------------------ | ------ | ------------ |
| Müller 18' (pen.) Rode 84' Götze 90' | Report |              |

Note
1. ^ Meciul dintre ȚSKA Moscova și Bayern München s-a jucat fără spectatori din cauza pedepselor impuse de UEFA.[8]
2. ^ a b Meciurile lui ȚSKA Moscova contra lui Manchester City și Roma s-au jucat fără spectatori din cauza pedepselor impuse de UEFA, după incidentele de la meciul Roma–ȚSKA Moscova, jucat pe 17 septembrie 2014.[9]

### Grupa F
| \| Echipav • d • m \| MJ \| V \| E \| Î \| GM \| GP \| G \| Pct \| \| --------------- \| -- \| - \| - \| - \| -- \| -- \| --- \| --- \| \| Barcelona \| 6 \| 5 \| 0 \| 1 \| 15 \| 5 \| +10 \| 15 \| \| PSG \| 6 \| 4 \| 1 \| 1 \| 10 \| 7 \| +3 \| 13 \| \| Ajax \| 6 \| 1 \| 2 \| 3 \| 8 \| 10 \| −2 \| 5 \| \| APOEL \| 6 \| 0 \| 1 \| 5 \| 1 \| 12 \| −11 \| 1 \| |    |   |   |   |    |    |     |     |
| Echipa | MJ | V | E | Î | GM | GP | G   | Pct |
| Barcelona | 6  | 5 | 0 | 1 | 15 | 5  | +10 | 15  |
| PSG | 6  | 4 | 1 | 1 | 10 | 7  | +3  | 13  |
| Ajax | 6  | 1 | 2 | 3 | 8  | 10 | −2  | 5   |
| APOEL | 6  | 0 | 1 | 5 | 1  | 12 | −11 | 1   |

| Barcelona | 1–0    | APOEL |
| --------- | ------ | ----- |
| Piqué 28' | Report |       |

| Ajax       | 1–1    | Paris Saint-Germain |
| ---------- | ------ | ------------------- |
| Schöne 74' | Report | Cavani 14'          |

| Paris Saint-Germain                     | 3–2    | Barcelona            |
| --------------------------------------- | ------ | -------------------- |
| David Luiz 10' Verratti 26' Matuidi 54' | Report | Messi 12' Neymar 56' |

| APOEL              | 1–1    | Ajax         |
| ------------------ | ------ | ------------ |
| Manduca 31' (pen.) | Report | Andersen 28' |

| APOEL | 0–1    | Paris Saint-Germain |
| ----- | ------ | ------------------- |
|       | Report | Cavani 87'          |

| Barcelona                        | 3–1    | Ajax         |
| -------------------------------- | ------ | ------------ |
| Neymar 7' Messi 24' Sandro 90+4' | Report | El Ghazi 88' |

| Paris Saint-Germain | 1–0    | APOEL |
| ------------------- | ------ | ----- |
| Cavani 1'           | Report |       |

| Ajax | 0–2    | Barcelona      |
| ---- | ------ | -------------- |
|      | Report | Messi 36', 76' |

| APOEL | 0–4    | Barcelona                      |
| ----- | ------ | ------------------------------ |
|       | Report | Suárez 27' Messi 38', 58', 87' |

| Paris Saint-Germain             | 3–1    | Ajax         |
| ------------------------------- | ------ | ------------ |
| Cavani 33', 83' Ibrahimović 78' | Report | Klaassen 67' |

| Barcelona                       | 3–1    | Paris Saint-Germain |
| ------------------------------- | ------ | ------------------- |
| Messi 19' Neymar 42' Suárez 77' | Report | Ibrahimović 15'     |

| Ajax                                            | 4–0    | APOEL |
| ----------------------------------------------- | ------ | ----- |
| Schöne 45+1' (pen.), 50' Klaassen 53' Milik 74' | Report |       |

### Grupa G
| \| Echipav • d • m \| MJ \| V \| E \| Î \| GM \| GP \| G \| Pct \| \| --------------- \| -- \| - \| - \| - \| -- \| -- \| --- \| --- \| \| Chelsea \| 6 \| 4 \| 2 \| 0 \| 17 \| 3 \| +14 \| 14 \| \| Schalke 04 \| 6 \| 2 \| 2 \| 2 \| 9 \| 14 \| −5 \| 8 \| \| Sporting \| 6 \| 2 \| 1 \| 3 \| 12 \| 12 \| 0 \| 7 \| \| NK Maribor \| 6 \| 0 \| 3 \| 3 \| 4 \| 13 \| −9 \| 3 \| |    |   |   |   |    |    |     |     |
| Echipa | MJ | V | E | Î | GM | GP | G   | Pct |
| Chelsea | 6  | 4 | 2 | 0 | 17 | 3  | +14 | 14  |
| Schalke 04 | 6  | 2 | 2 | 2 | 9  | 14 | −5  | 8   |
| Sporting | 6  | 2 | 1 | 3 | 12 | 12 | 0   | 7   |
| NK Maribor | 6  | 0 | 3 | 3 | 4  | 13 | −9  | 3   |

| Chelsea      | 1–1    | Schalke 04    |
| ------------ | ------ | ------------- |
| Fàbregas 11' | Report | Huntelaar 62' |

| Maribor       | 1–1    | Sporting CP |
| ------------- | ------ | ----------- |
| Zahović 90+2' | Report | Nani 80'    |

| Sporting CP | 0–1    | Chelsea   |
| ----------- | ------ | --------- |
|             | Report | Matić 34' |

| Schalke 04    | 1–1    | Maribor   |
| ------------- | ------ | --------- |
| Huntelaar 56' | Report | Bohar 37' |

| Schalke 04                                                     | 4–3    | Sporting CP                    |
| -------------------------------------------------------------- | ------ | ------------------------------ |
| Obasi 34' Huntelaar 51' Höwedes 60' Choupo-Moting 90+3' (pen.) | Report | Nani 16' Silva 64' (pen.), 78' |

| Chelsea                                                                      | 6–0    | Maribor |
| ---------------------------------------------------------------------------- | ------ | ------- |
| Rémy 13' Drogba 23' (pen.) Terry 31' Viler 54' (aut.) Hazard 77' (pen.), 90' | Report |         |

| Sporting CP                                   | 4–2    | Schalke 04                  |
| --------------------------------------------- | ------ | --------------------------- |
| Sarr 26' Jefferson 52' Nani 72' Slimani 90+1' | Report | Slimani 17' (aut.) Aogo 88' |

| Maribor     | 1–1    | Chelsea   |
| ----------- | ------ | --------- |
| Ibraimi 50' | Report | Matić 73' |

| Schalke 04 | 0–5    | Chelsea                                                          |
| ---------- | ------ | ---------------------------------------------------------------- |
|            | Report | Terry 2' Willian 29' Kirchhoff 44' (aut.) Drogba 76' Ramires 78' |

| Sporting CP                   | 3–1    | Maribor              |
| ----------------------------- | ------ | -------------------- |
| Mané 10' Nani 35' Slimani 65' | Report | Jefferson 42' (aut.) |

| Chelsea                                   | 3–1    | Sporting CP |
| ----------------------------------------- | ------ | ----------- |
| Fàbregas 8' (pen.) Schürrle 16' Mikel 56' | Report | Silva 50'   |

| Maribor | 0–1    | Schalke 04 |
| ------- | ------ | ---------- |
|         | Report | Meyer 62'  |

### Grupa H
| \| Echipav • d • m \| MJ \| V \| E \| Î \| GM \| GP \| G \| Pct \| \| --------------- \| -- \| - \| - \| - \| -- \| -- \| --- \| --- \| \| Porto \| 6 \| 4 \| 2 \| 0 \| 16 \| 4 \| +12 \| 14 \| \| Șahtior Donețsk \| 6 \| 2 \| 3 \| 1 \| 15 \| 4 \| +11 \| 9 \| \| Athletic Bilbao \| 6 \| 2 \| 1 \| 3 \| 5 \| 6 \| −1 \| 7 \| \| BATE Borisov \| 6 \| 1 \| 0 \| 5 \| 2 \| 24 \| −22 \| 3 \| |    |   |   |   |    |    |     |     |
| Echipa | MJ | V | E | Î | GM | GP | G   | Pct |
| Porto | 6  | 4 | 2 | 0 | 16 | 4  | +12 | 14  |
| Șahtior Donețsk | 6  | 2 | 3 | 1 | 15 | 4  | +11 | 9   |
| Athletic Bilbao | 6  | 2 | 1 | 3 | 5  | 6  | −1  | 7   |
| BATE Borisov | 6  | 1 | 0 | 5 | 2  | 24 | −22 | 3   |

| Porto                                                      | 6–0    | BATE Borisov |
| ---------------------------------------------------------- | ------ | ------------ |
| Brahimi 5', 32', 57' Martínez 37' Adrián 61' Aboubakar 76' | Report |              |

| Athletic Bilbao | 0–0    | Șahtior Donețk |
| --------------- | ------ | -------------- |
|                 | Report |                |

| Șahtior Donețk                     | 2–2    | Porto                      |
| ---------------------------------- | ------ | -------------------------- |
| Alex Teixeira 52' Luiz Adriano 85' | Report | Martínez 89' (pen.), 90+4' |

| BATE Borisov               | 2–1    | Athletic Bilbao |
| -------------------------- | ------ | --------------- |
| Palyakow 19' Karnitsky 41' | Report | Aduriz 45'      |

| BATE Borisov | 0–7    | Șahtior Donețk                                                                         |
| ------------ | ------ | -------------------------------------------------------------------------------------- |
|              | Report | Alex Teixeira 11' Luiz Adriano 28' (pen.), 36', 40', 44', 82' (pen.) Douglas Costa 35' |

| Porto                    | 2–1    | Athletic Bilbao |
| ------------------------ | ------ | --------------- |
| Herrera 45' Quaresma 75' | Report | Guillermo 58'   |

| Șahtior Donețk                                                 | 5–0    | BATE Borisov |
| -------------------------------------------------------------- | ------ | ------------ |
| Srna 19' Alex Teixeira 48' Luiz Adriano 58' (pen.), 83', 90+3' | Report |              |

| Athletic Bilbao | 0–2    | Porto                    |
| --------------- | ------ | ------------------------ |
|                 | Report | Martínez 56' Brahimi 73' |

| BATE Borisov | 0–3    | Porto                              |
| ------------ | ------ | ---------------------------------- |
|              | Report | Herrera 56' Martínez 65' Tello 89' |

| Șahtior Donețk | 0–1    | Athletic Bilbao |
| -------------- | ------ | --------------- |
|                | Report | San José 68'    |

| Porto         | 1–1    | Șahtior Donețk |
| ------------- | ------ | -------------- |
| Aboubakar 87' | Report | Stepanenko 50' |

| Athletic Bilbao          | 2–0    | BATE Borisov |
| ------------------------ | ------ | ------------ |
| San José 47' Susaeta 88' | Report |              |

Note
1. ^ a b c Șahtior Donețk a jucat meciurile de acasă pe Arena Liov din Liov, în loc de Donbass Arena din Donețk, din cauza conflictelor din estul Ucrainei.